# 刺頸龜屬
刺頸龜屬（Acanthochelys）是蛇頸龜科下的一個屬。
該屬包含以下物種：
- 巨頭刺頸龜（Acanthochelys macrocephala）
- 刺股刺頸龜（Acanthochelys pallidipectoris）
- 放射刺頸龜（Acanthochelys radiolata）
- 黑腹刺頸龜（Acanthochelys spixii）